# Operationstisch

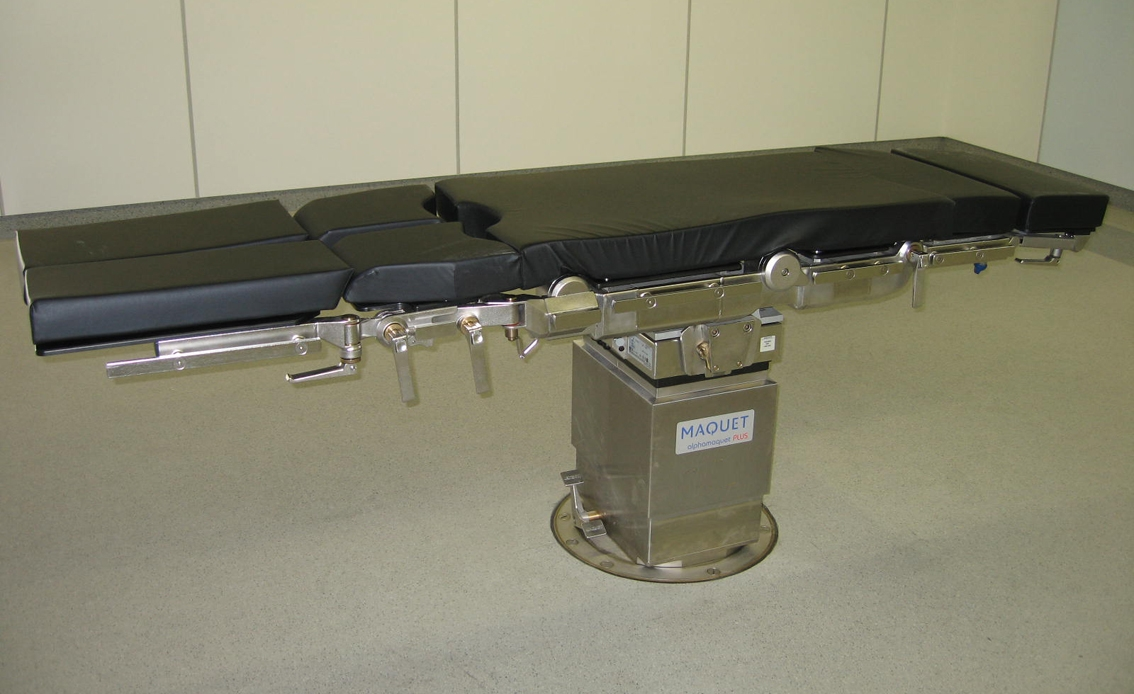
Moderner Operationstisch

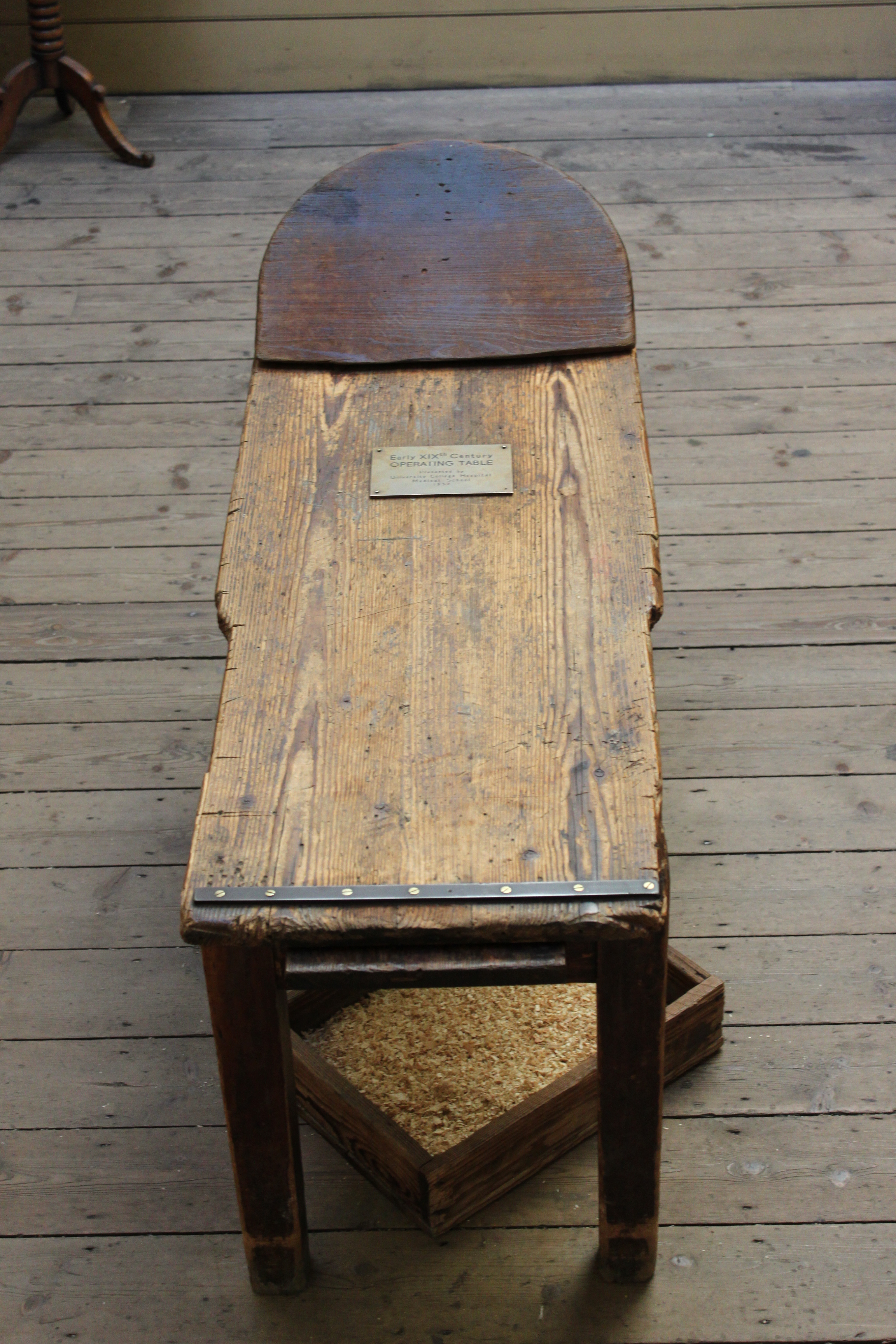
OP-Tisch im England des 19. Jahrhunderts. Die Sägespäne in der Kiste sollen Blut auffangen.

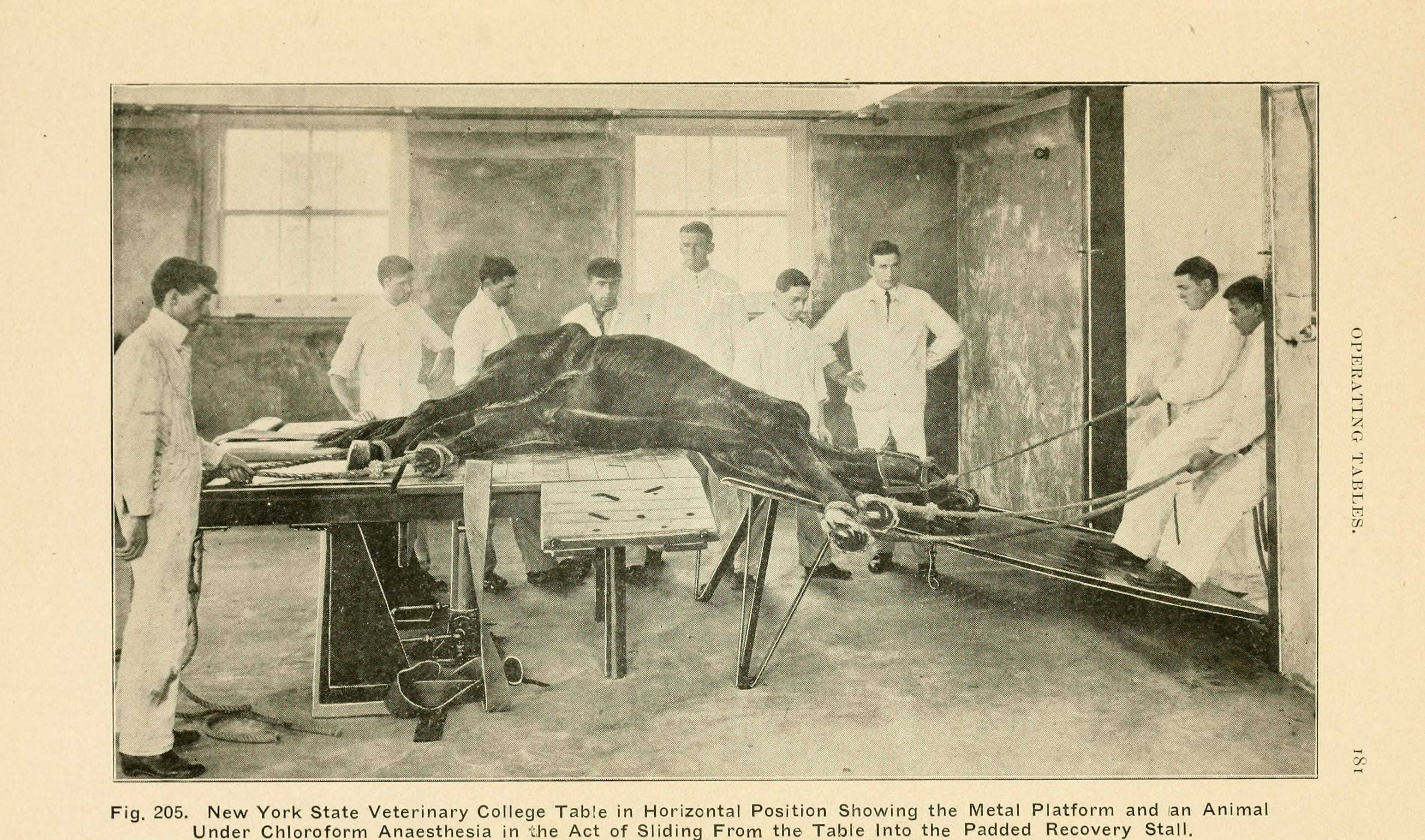
OP-Tisch für Tiere, 1909

Ein Operationstisch (OP-Tisch) ist der Tisch, auf dem ein Patient während eines chirurgischen Eingriffs, der Operation, zu liegen kommt. Er dient der speziellen Lagerung dieses Patienten, so dass der Operateur eine gute Zugangsmöglichkeit für den jeweiligen Eingriff zur Verfügung hat. Ein moderner Operationstisch ist auf einer Lafette fahrbar und wird für den Eingriff in der Mitte des Operationssaales auf einer Säule befestigt.

## Eigenschaften

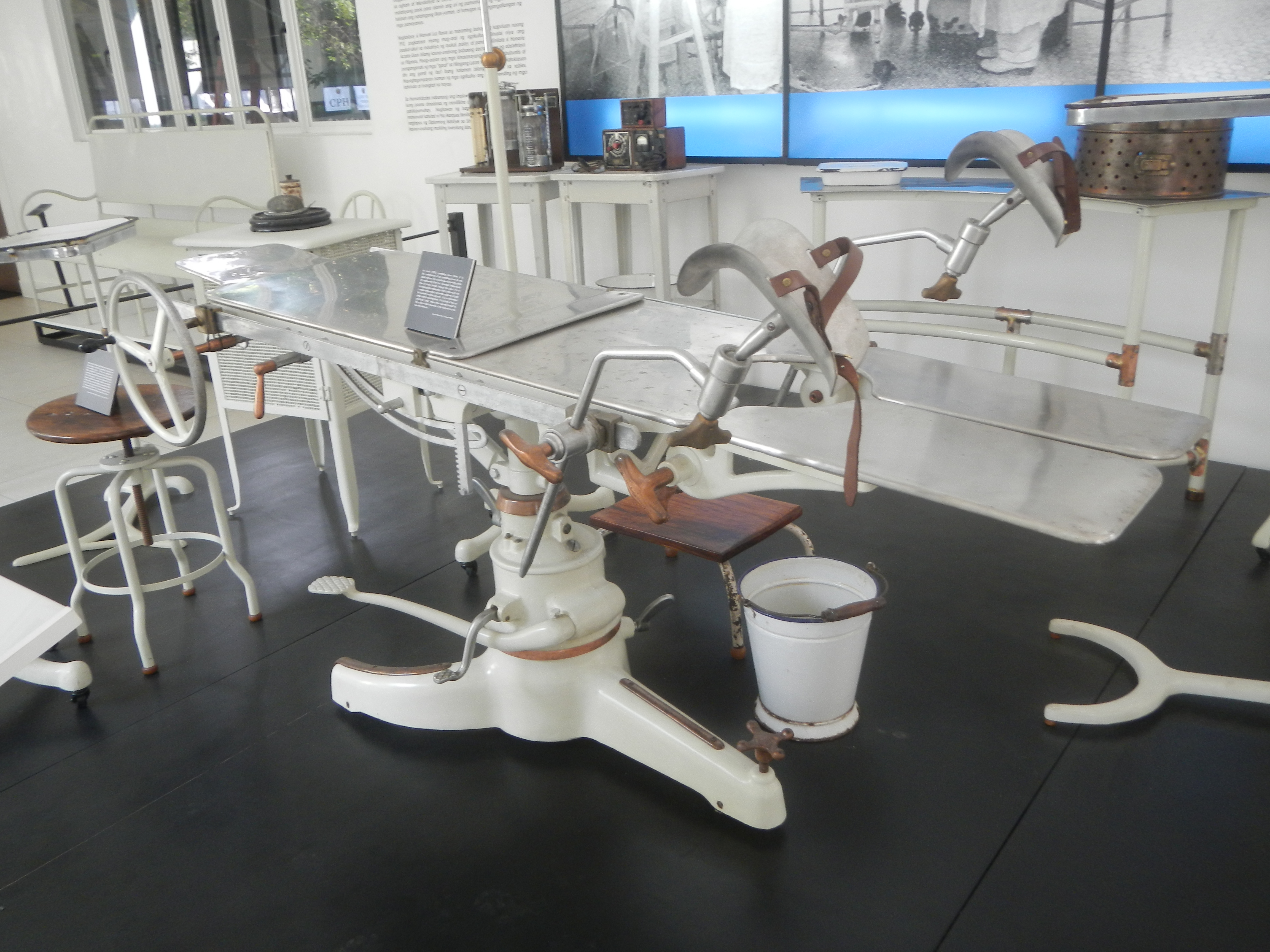
OP-Tisch mit Beinfixierung

An der Aufstellung des Operationstisches und damit der Positionierung des Patienten im Zentrum des Operationssaales orientieren sich auch die Standorte weiterer Geräte wie der Operationsleuchten und anderer deckenmontierter Geräte.
OP-Tische sind nicht nur in der Höhe, sondern vielseitig elektrisch über eine Fernbedienung beweglich und verstellbar. Die Liegefläche wird hierfür in Segmente unterteilt, die unabhängig voneinander verstellt werden können. Grundfunktionen sind die Höhenverstellbarkeit, die Drehung des Tisches im Raum, die Anhebung oder Absenkung des Kopfendes und die Anhebung des Oberkörpers. Seitliche Neigung der Tischplatte und das Auslagern der Arme und Beine kommen hinzu.
Zur Dekubitusprophylaxe beim sedierten oder narkotisierten Patienten und um andere Lagerungsschäden zu vermeiden, sind Operationstische mit Matten oder Gelkissen gepolstert. Der Patient wird durch Gurte oder Fixierbänder mit Klettverschluss vor dem Herunterfallen gesichert (siehe auch: Fixierung eines Patienten). Als Zubehör existieren Kopfschalen, Armstützen und anderes mehr. Über die in der Europäischen Union verwendeten medizinischen Normschienen nach DIN EN 19054 sind Operationstische erweiter- und veränderbar, so dass ihre Ausstattung an den jeweiligen Eingriff angepasst werden kann. So kann etwa ein Retraktorsystem an der Schiene befestigt werden. Mit weiteren Hilfsmitteln, wie dem Ulmer Rad, werden auch Zu- und Ableitungen des Monitorings und der Anästhesieführung sicher befestigt. Operationstische für Kinder werden in ihren Abmessungen an die geringere Körpergröße angepasst. An ihnen kann im Sitzen gearbeitet werden.
Verwandt sind Operationstische mit dem Zahnarztstuhl und dem gynäkologischen Stuhl, die ebenfalls der Patientenlagerung für Eingriffe dienen.

## Anforderungen an Operationstische

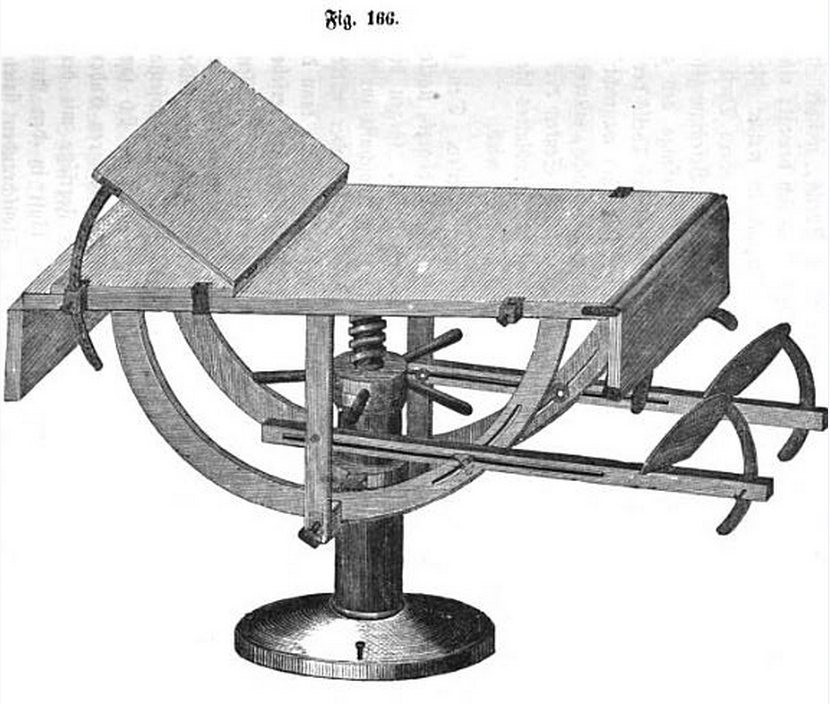
Operationstisch von Carl Emmert (1850)

Die Anforderungen an die Sicherheit von Operationstischen sind in der Europäischen Norm EN 60601-2-46 formuliert. Sie sind Medizinprodukte und unterliegen daher der entsprechenden Gesetzgebung.
Operationstische müssen beständig gegen Flüssigkeiten und Desinfektionsmittel sein und können idealerweise auch maschinell in einer Dekontaminationsmaschine gereinigt und desinfiziert werden. Sie müssen in einer hochtechnisierten Umgebung auch elektrische Sicherheit gewährleisten. Wenn der Patient sich auf einer trockenen und nicht leitenden Unterlage befindet, ist dies bei der Anwendung von Elektrochirurgie und der Defibrillation gegeben. Bei stark übergewichtigen Patienten wird berücksichtigt, dass nicht jeder Operationstisch für ein hohes Körpergewicht zugelassen ist. Operationstische können beispielsweise für 150 kg oder für bis zu 225 oder gar 360 kg zugelassen sein. Um während der Operation Röntgenkontrollen oder Durchleuchtungen zu ermöglichen, muss die Liegefläche für Röntgenstrahlung durchlässig sein. Elektrisch beheizbare Operationstische waren schon zu Beginn des 20. Jahrhunderts bekannt. Mit der Anwärmung des Patienten soll der Auskühlung während der Operation bzw. Anästhesie begegnet und damit dem postoperativen Zittern vorgebeugt werden. Wärmematten auf dem Tisch oder die Anwärmung des Patienten mit Warmluft erfüllen heute diese Aufgabe.

## Mors in tabula
Der lateinische Ausdruck Mors in tabula, auch Exitus in tabula, steht für den Tod des Patienten auf dem Operationstisch und fand Eingang in die medizinische Fachsprache. Ein solches Ereignis kann zu der Fragestellung führen, ob der Patient an einer Krankheit, einer schicksalhaften Operationskomplikation oder in der Folge eines Behandlungsfehlers verstarb.

## Geschichte

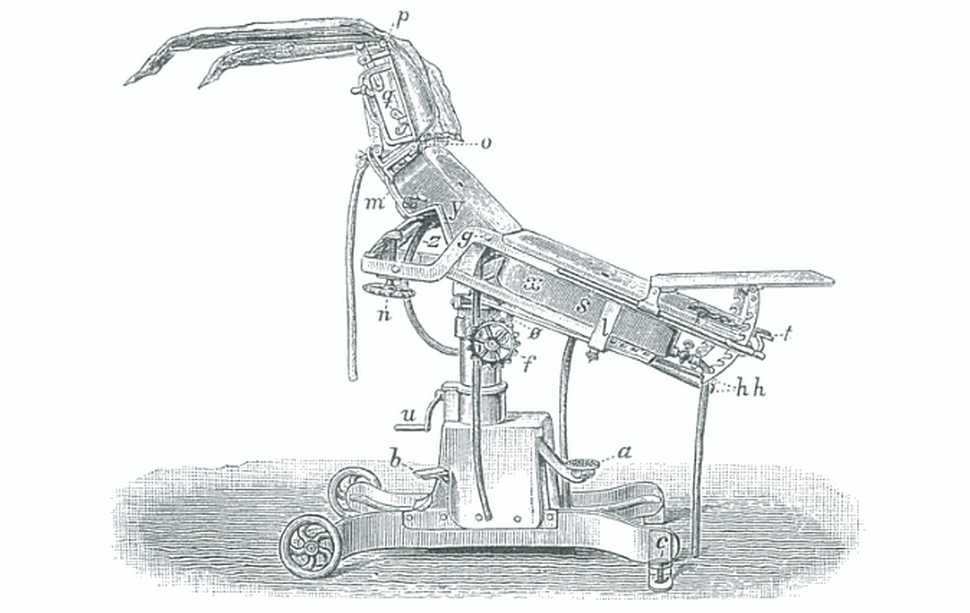
OP-Tisch nach Trendelenburg, beschrieben 1890

Im 19. Jahrhundert vollzog sich, nachdem Patienten zunächst im Bett operiert wurden, eine Entwicklung vom Möbelstück Krankenbett zum an den menschlichen Gelenken orientierten Spezialtisch. In einem Bett war der Patient nicht stabil gelagert und die geringe Arbeitshöhe war für die Operateure unbefriedigend. Mit der Weiterentwicklung der Operationstechniken, der Asepsis und der Anästhesie stiegen die Anforderungen an verwendete Gerätschaften. Operationstische wurden zunächst aus Holz gebaut und waren erst ab dem Ende des Jahrhunderts mit Rollen versehen und damit mobil. Zu gleicher Zeit etablierte sich Stahl als Werkstoff. Friedrich Trendelenburg führte 1880 die nach ihm benannte Operationslagerung ein und stellte 1890 einen segmentierten, verstellbaren Operationstisch vor, der diese Lagerung ohne die Assistenz eines Helfers ermöglichte. Die Handräder zur Bedienung verlagerten sich, um die Sterilität des Operationsfeldes nicht zu beeinträchtigen, hin zum Kopfende. Ab dem Beginn des 20. Jahrhunderts wurden Operationstische dann auch hydraulisch und ab Ende der 1950er Jahre durch Elektromotoren verstellbar. Das System der ortsfesten Säule im Operationssaal mit einer separaten Tischplatte existiert seit den 1960er Jahren und erleichterte durch Gewichtseinsparung das Umherfahren des Kranken. Die Entwicklung hin zum mikroprozessorgesteuerten High-Tech-Produkt wurde dann durch die medizintechnische Industrie vorangetrieben.
Die Herausforderung, aus einem einfachen Tisch ein möglichst zweckmäßiges Gerät zu machen, wurde 1850 von Carl Emmert beschrieben:

„Zur zweckmäßigen Lagerung der Kranken bei Operationen sind besondere Tische und Stühle construiert worden. Diese Geräthschaften eignen sich für Krankenanstalten und werden daselbst von sehr verschiedener Beschaffenheit angetroffen. Zu den bekanntesten und nach verschiedenen Ideen construierten Operationstischen gehören der von Graefe erfundene und von Kluge verbesserte einerseits und der französische oder Pariser Operationstisch andererseits. [… ] Es ist uns gelungen, einen Operationstisch zu construieren und auszuführen, der bei möglichster Einfachheit und gehöriger Festigkeit nicht blos die verschiedenen Vortheile […] vereinigt darbietet, sondern noch wesentliche neue gewährt. Das Tischblatt unseres Operationstisches kann nämlich nicht blos höher und niedriger gemacht und in einer Ebene gedreht, sondern auch noch in der Richtung seiner Enden geneigt werden.[…] Außerdem kann der Tisch länger und kürzer gemacht werden, gewährt dem darauf liegenden Kranken nicht blos eine bewegliche Rückenlehne, sondern nöthigenfalls auch eine Fußstütze und ist als Stuhl einzurichten.“